# کاموتسکا وولا
کاموتسکا وولا (به لهستانی:  Kamocka Wola) یک روستا در لهستان است که در گمینا الکساندروو (استان ووتسکی) واقع شده‌است.
 کاموتسکا وولا  ۱۰۰ نفر جمعیت دارد.